# Shannon Radio
Shannon (Air) Radio, auch Shannon Aeradio oder Shanwick Radio, ist die bedeutendste Flugfunk-Bodenfunkstelle für den europäischen Transatlantik-Flugverkehr in der irischen Gemeinde Newmarket-on-Fergus, County Clare. Die von der irischen Flugsicherung AirNav Ireland betriebene Station (offiziell North Atlantic Communications Centre) strahlt Wetter- und Warnmeldungen für ihr Fluginformationsgebiet über dem Nordatlantik aus (ICAO-Code: EIAA) und empfängt und bestätigt Anfragen von Piloten über Funk im Kurzwellen- und VHF-Frequenzband und leitet Nachrichten der Flugsicherung an Flugzeuge weiter (s. Organized Track System und North Atlantic Tracks).
Die  irische Flugsicherung AirNav teilt sich mit der britischen Flugsicherung, National Air Traffic Services (NATS) die Verantwortung für das Shanwick Oceanic Control Area genannten Fluginformationsgebiet über dem Nordatlantik. Während Shannon Radio die Funksignale sendet und empfängt, kontrollieren die Fluglotsen der britischen Flugverkehrskontrollzentrale (Area Control Centre) in Prestwick den Flugverkehr. Der Begriff Shanwick ist eine Kombination der beiden Ortsnamen Shannon und Prestwick.

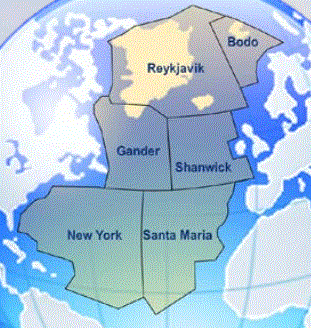
Zuständigkeitsgebiete für Flugverkehrskontrolle über dem Nordatlantik

## Geschichte
Shannon Aeradio wurde 1936 für die Kommunikation mit Flugbooten eingerichtet, die den Atlantik überquerten. Die Flüge dauerten in der Regel bis zu 18 Stunden und starteten in Foynes, in Irland und landeten in Botwood, in Neufundland. Die Kommunikation wurde in Morsetelegrafie abgewickelt.
Die Bodenfunkstelle bestand zunächst aus den räumlich voneinander getrennten Stationen in Ballygirreen ⊙ (Empfangsstation), Urlanmore ⊙ (Sendestation), Foynes (Landanbindung) und Rineanna oder Shannon (Kontrolleinheit). Mittelwellensender wurden hauptsächlich für die Übermittlung meteorologischer Daten eingesetzt.
Nach dem Zweiten Weltkrieg wurde Sprechfunk für die Kommunikation zu Flugzeugen und Fernschreiben RTTY für die Übermittlung im Festen Flugfunkdienst eingeführt.
Bis in die frühen 1950er-Jahre sendete Shannon Radio Flugwetterinformationen im Rahmen von VOLMET für die Flughäfen Shannon, Dublin, Prestwick, Hurn (Bournemouth), Amsterdam und Brüssel im Morse-Code aus; seit 1960 findet nurmehr Sprechfunk Verwendung.

## Flugfunk
Heute werden für den VOLMET-Dienst die Kurzwellenfrequenzen 5.505 kHz und 8.957 kHz (ganztags), 3.413 kHz (nachts) und 13.264 kHz (tagsüber) benutzt. Angaben zum Flughafen Frankfurt Main etwa kommen zur vollen Stunde, zur halben Stunde und 10 Minuten vor der vollen Stunde.
Die Übertragung erfolgt in Form der Einseitenbandmodulation (englisch Single Side Band, SSB) im oberen Seitenband (englisch Upper Side Band, USB) und ist deshalb mit einem Kurzwellen-Empfänger für reine Amplitudenmodulation (AM), d. h. ohne SSB-Fähigkeit, nicht zu empfangen.
Shannon Radio verwendet folgende Arbeitsfrequenzen auf Kurzwelle:
| Family „A“ | 3.016 kHz | 5.598 kHz | 8.906 kHz  | 13.306 kHz |
| Family „B“ | 2.899 kHz | 5.616 kHz | 8.864 kHz  | 13.291 kHz |
| Family „C“ | 2.872 kHz | 5.649 kHz | 8.879 kHz  | 11.336 kHz |
| Family „D“ | 2.971 kHz | 4.675 kHz | 8.891 kHz  | 13.291 kHz |
| Family „F“ | 3.476 kHz | 6.622 kHz | 8.831 kHz  | 13.291 kHz |
| Family „H“ | 3.491 kHz | 6.667 kHz | 10.021 kHz |            |
| Family „I“ | 2.890 kHz | 6.595 kHz |            |            |
| Family „J“ | 3.446 kHz | 6.547 kHz |            |            |

Dazu kommen für kürzere Reichweiten folgende VHF-Frequenzen:
| VHF | 127,9 MHz | 124,175 MHz |

Seit 2001 nimmt der Datenfunk via Satellit zu. Im Jahr 2016 nutzen schätzungsweise 80 Prozent der Flugzeuge, die der Shanwick Oceanic Control Area  zugeordnet werden, die Systeme Automatic Dependent Surveillance (ADS) und Controller-Pilot Data Link Communications (CPDLC) für ihre Kommunikation zum Boden. Dennoch nimmt auch der Sprechfunkbetrieb über Kurzwelle (HF) zu: 2007 verzeichnete die Station 414.570 Kontakte bei 1.029.335 Sprachnachrichten; Spitzentag war bisher der 23. Juni 2016 mit Kontakten zu 1.772 Flugzeugen.